# Juan José Omella Omella
Juan José Omella Omella (ur. 21 kwietnia 1946 w Cretas) – hiszpański duchowny rzymskokatolicki, biskupem pomocniczym Saragossy w latach 1996–1999, biskup diecezjalny Barbastro-Monzón w latach 1999–2004, administrator apostolski sede vacante diecezji Huesca w latach 2001–2003, administrator apostolski sede vacante diecezji Jaca w latach 2001–2003, biskup diecezjalny Calahorra y La Calzada-Logroño w latach 2004–2015, arcybiskup metropolita Barcelony od 2015, kardynał prezbiter od 2017, przewodniczący Konferencji Episkopatu Hiszpanii w latach 2020–2024, członek Rady Kardynałów od 2023.

## Życiorys

### Prezbiterat
Święcenia kapłańskie otrzymał 20 września 1970. Przez wiele lat pracował duszpastersko na terenie archidiecezji, był także wikariuszem biskupim dla Saragossy i okolic.

### Episkopat
15 lipca 1996 papież Jan Paweł II mianował go biskupem pomocniczym archidiecezji Saragossa, ze stolicą tytularną Sasabe. Sakry biskupiej udzielił mu 22 września 1996 ówczesny arcybiskup Saragossy Elías Yanes Álvarez.
29 października 1999 został mianowany biskupem ordynariuszem diecezji Barbastro-Monzón (urząd objął 12 grudnia 1999). 8 kwietnia 2004 został biskupem diecezji Calahorra y La Calzada-Logroño, zaś 29 maja 2004 kanonicznie objął rządy.
6 listopada 2015 papież Franciszek mianował go arcybiskupem metropolitą Barcelony w miejsce przechodzącego na emeryturę kardynała Lluísa Martíneza Sistacha. Ingres odbył się 26 grudnia 2015. 
Ten sam papież 28 czerwca 2017 kreował go kardynałem prezbiterem, nadając mu kościół tytularny Santa Croce in Gerusalemme. W latach 2020–2024 był przewodniczącym Konferencji Episkopatu Hiszpanii. Brał udział w konklawe 2025, które wybrało papieża Leona XIV.